# アーデルマンスフェルデン
アーデルマンスフェルデン (ドイツ語: Adelmannsfelden) は、ドイツ連邦共和国バーデン＝ヴュルテンベルク州シュトゥットガルト行政管区のオストアルプ郡に属す町村（以下、本項では便宜上「町」と記述する）である。この町はエルヴァンゲン (ヤクスト) 市の行政共同体の加盟自治体である。

## 地理

### 位置
アーデルマンスフェルデンは、自然環境上シュヴェービッシュ＝フレンキッシェ森林山地内のエルヴァンガー山地に位置している。

### 自治体の構成
自治体としてのアーデルマンスフェルデンは、アーデルマンスフェルデン、ビューラー、ハイト、シュテッケンの村落をはじめ、合わせて18の村落や小集落、家屋群からなる。

### 土地利用
| 土地利用種別面積 | 農業用地 | 森林   | 住宅地 | 産業用地 | 交通用地 | 水域  | レジャー用地 | その他 |
| ---------------- | -------- | ------ | ------ | -------- | -------- | ----- | ------------ | ------ |
| 面積 (km2)       | 8.22     | 12.91  | 0.44   | 0.07     | 0.62     | 0.14  | 0.16         | 0.34   |
| 占有率           | 35.9 %   | 56.4 % | 1.9 %  | 0.3 %    | 2.7 %    | 0.6 % | 0.7 %        | 1.5 %  |

州統計局の2015年現在のデータによる。

### 隣接する市町村
この町は、北東はローゼンベルク、東はノイラー、南はアプツグミュント（以上オストアルプ郡）、西はズルツバッハ＝ラウフェン、北はビューラーツェル（ともにシュヴェービッシュ・ハル郡）と境を接している。

## 歴史
この村は、1118年頃にエルヴァンゲンの年代記に初めて登場する。宗教上および世俗の支配権はたびたび入れ替わった。この村は1806年に最終的にヴュルテンベルク王国領となった。オーバーアムト・アーレンに属し、1938年からはアーレン郡に移行した。1973年の郡再編でこの郡が廃止された後、アーデルマンスフェルデンは新たに創設されたオストアルプ郡に属した。

## 住民

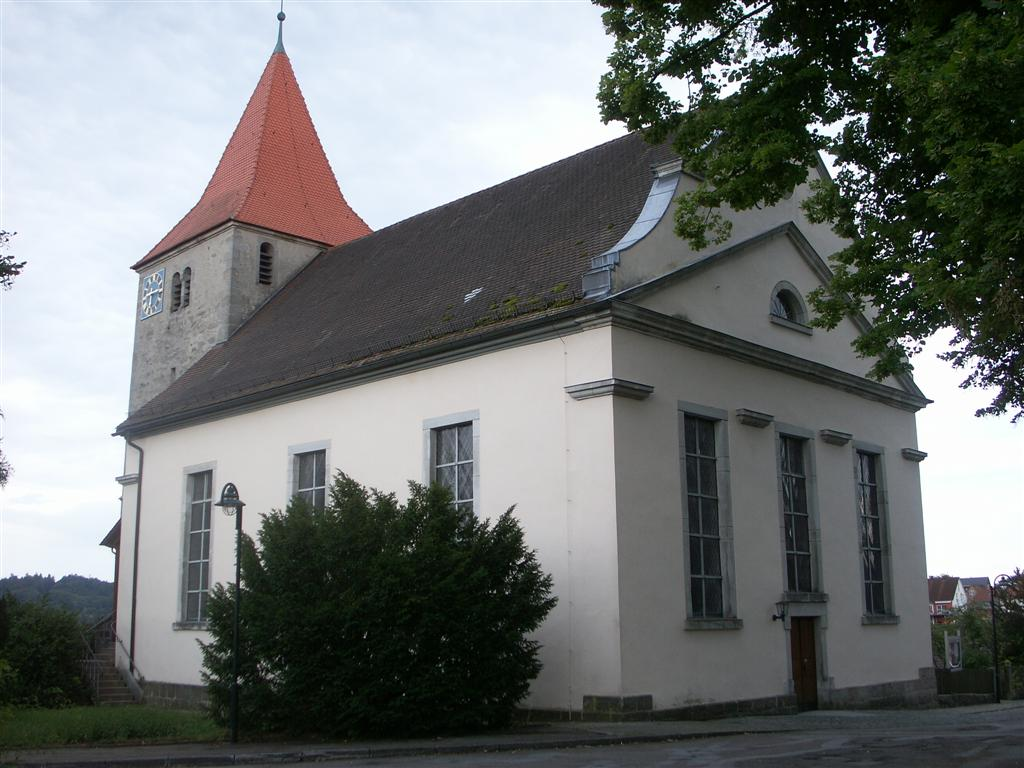
アーデルマンスフェルデンの福音主義教会

### 宗教
アーデルマンスフェルデンでは1561年に宗教改革がなされた。これ以後、この町では福音主義が優勢である。アーデルマンスフェルデン福音主義教会はアーレン教会管区に属した。第二次世界大戦後、多くのカトリック系難民や故郷を逐われた人々がアーデルマンスフェルデンに流入した。これらカトリック系住民はオッテンホーフに教会を有し、ここがアプツグミュントを宗教上管轄している。

## 行政

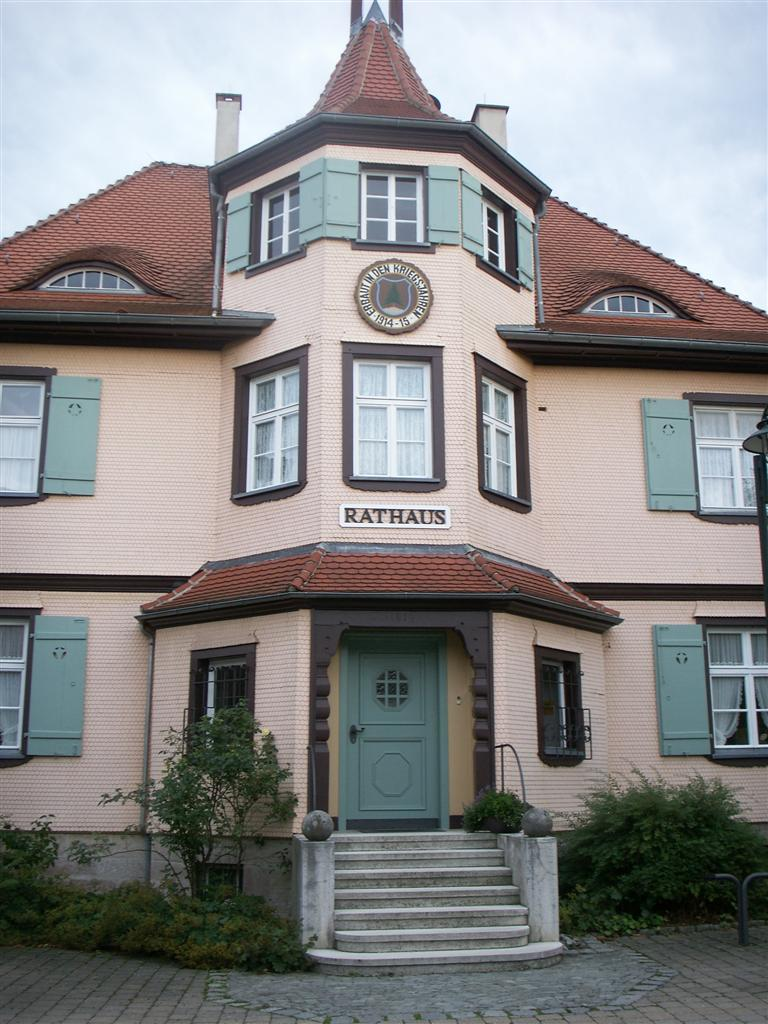
アーデルマンスフェルデンの町役場

### 議会
アーデルマンスフェルデンの町議会は10議席で構成されている。

### 首長
アーデルマンスフェルデンの町長はエドヴィン・ハーン (CDU) である。彼は2011年7月に再選され、3期目を務めている。

### 紋章
図柄: 銀地で、緑の三峰の山の上に自然なモミの木。
この紋章で町は、森の豊かな環境であることを表現している。この紋章の図柄は、第一次世界大戦前からすでにアーデルマンスフェルデンの村長の印章に用いられていた。
1980年7月2日に州議会は、緑 - 白の町の旗を承認した。

### 姉妹自治体
- バニャーラ・ディ・ロマーニャ（イタリア、エミリア＝ロマーニャ州）[11]

## 経済と社会資本

### 交通
アーデルマンスフェルデンの 7 km 南を連邦道 B19号線が通っている。最寄りのアウトバーンのインターチェンジである A7号線のエルヴァンゲン・インターチェンジは東に 17 km の位置にある。どちらの道路もヴュルツブルクからウルムへ通じている。アーデルマンスフェルデンの北 20 km を連邦アウトバーン A6号線ニュルンベルク - ハイルブロン線が通っている。
アーデルマンスフェルデンの東 11 km に最寄りの駅であるオベーレ・ヤクスト鉄道のエルヴァンゲン駅がある。この駅はインターシティーのカールスルーエ - ニュルンベルク線の停車駅でもある。平日はバス路線 7869号線がエルヴァンゲン駅へ、7698号線が郡庁所在地のアーレンへ運行している。

### 教育機関
アーデルマンスフェルデンには基礎課程学校が1校ある。この他に福音主義教会が運営する幼稚園が1園ある。

## 人物

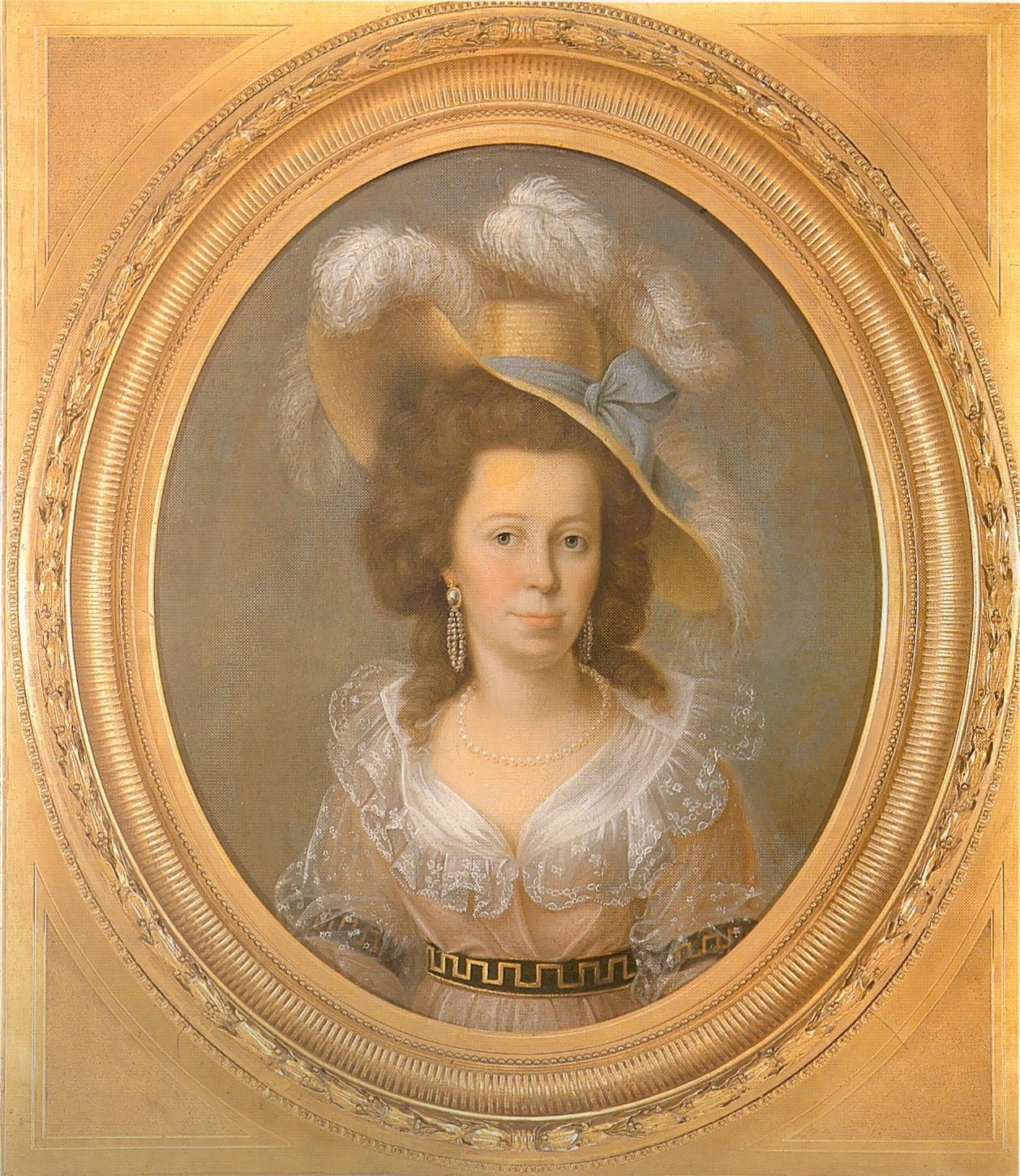
フランツィスカ・フォン・ホーエンハイムの肖像

### 出身者
- フランツィスカ・フォン・ホーエンハイム（ドイツ語版、英語版）（1748年 - 1811年）ヴュルテンベルク公カール・オイゲンの公妃